# 弓裔都城
弓裔都城（韓語：궁예도성），即鐵圓城（철원성），是後三國時代后高句丽的都城，其遺址一部份位於大韓民國江原道鐵原郡鐵原邑洪元里一帶，另一部份位於朝鮮民主主義人民共和國江原道鐵原郡境內。
根據《三國史記》記載，904年，后高句丽君主弓裔在鐵圓建設新的都城，遷移青州的一千戶居民至此。翌年，弓裔將都城從松嶽（今開城）搬遷到這裡，並建造華麗的宮殿。918年，弓裔被高麗太祖王建篡位，王建將都城搬遷回松嶽。
弓裔都城位於今日南北韓非軍事區內，被三八線分為南北兩部份，分別由大韓民國和朝鮮民主主義人民共和國所控制。京元線自此地經過。在朝鮮日治時期，都城南門的兩座石燈被列為第118號國寶，但在韓戰期間不知所終。